# NTT 도코모

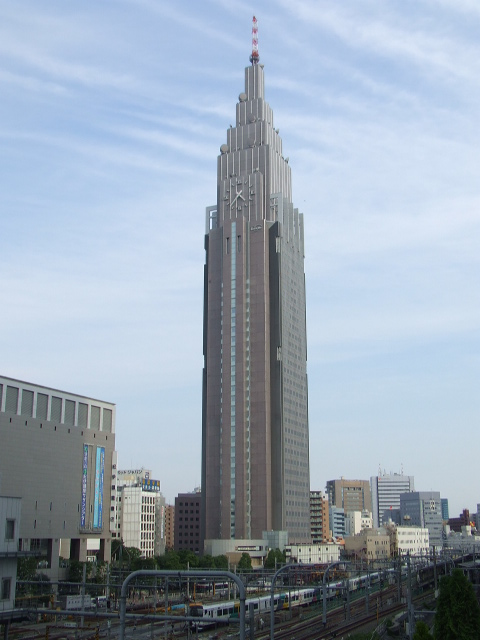
NTT 도코모 요요기 빌딩

주식회사 NTT 도코모(NTTドコモ, エヌ・ティ・ティ・ドコモ, 영어: NTT DOCOMO, INC)는 일본 및 괌, 사이판, 북마리아나 제도의 휴대전화 및 무선통신 서비스를 제공하는 기업 그룹 및 그 상표명이다. 1985년 나카소네 내각 당시 NTT에서 분리되어 민영화되었으며, 1991년 8월 14일에 NTT 도코모로 독립하였다.
일본의 휴대전화 사업자 중 가장 압도적인 점유율을 차지하고 있으며, 주력 사업인 이동전화 사업을 중점적으로 각종 사업을 전개해가고 있다.
미국 시장에는 괌과 사이판. 북마리아나 제도연방을 잠식하고 있다.
명칭의 'DoCoMo'의 어원은, "Do Communications Over the Mobile Network"(이동통신망 위에서 실현되는 커뮤니케이션)의 약자이며, 동시에 일본어의 문장 "どこ(デ)も話せる"(어디서든 이야기할 수 있다)의 의미도 중첩되어 있다.
대한민국의 유무선 통신 기업인 KT의 3대 주주이기도 하다.

## 개요
1968년 일본전신전화공사가 이동통신 서비스 호출을 시작한 것이 NTT 도코모의 기원이다. 1985년 일본전신전화공사 민영화 이후 1990년 정부의 조치로 일본전신전화(NTT) 주식회사로부터 이동통신 사업의 분사가 결정되어, 1993년 7월 분화와 함께 "NTT 도코모"의 브랜드로 서비스를 하고 있다. 도쿄증권거래소 제1부에 상장되어 있는 회사이지만, NTT가 발행 주식의 6할 이상 (63.32%)를 소유하고 있으므로, NTT의 자회사이다. NTT 도코모는 NTT 그룹의 영업 이익 7할을 차지하고 있다. 2008년 인도의 타타 그룹과 제휴하여 타타 도코모 브랜드가 탄생했다.

## 업무 구역
굵은 표시는지역 지사 소재 도도부현. 지역 지사 합병 전 각 지역 회사의 본사였다. 가입자 수는 2014년 1월말 기준.
| 지역 지사 이름 | 구 지역 회사명                | 관할 도도부현                                                                                        | 산하 지점 | 가입자 수 (만 명) |
| -------------- | ----------------------------- | --- | --- | ----------------- |
| 홋카이도 지사  | NTT 도모코 홋카이도           | 홋카이도                                                                                             | 하코다테, 도마코마이치토세, 아사히카와, 오비히로, 구시로, 기타미                                             | 230.8만           |
| 도호쿠 지사    | NTT 도모코 도호쿠             | 아오모리현, 이와테현, 미야기현, 아키타현, 야마가타현, 후쿠시마현                                     | 아오모리, 이와테, 아키타, 야마가타, 후쿠시마                                                                 | 385.9만           |
| 본사 직할      | NTT 도모코 (통칭 도코모 중앙) | 이바라키현, 도치기현, 군마현, 사이타마현, 지바현, 도쿄도, 가나가와현, 니가타현, 야마나시현, 나가노현 | 이바라키, 도치기, 군마, 사이타마, 치바, 마루노우치, 신주쿠, 시부야, 다마, 가나가와, 니가타, 나가노, 야마나시 | 2782.2만          |
| 도카이 지사    | NTT 도모코 도카이             | 기후현, 시즈오카현, 아이치현, 미에현                                                                 | 기후, 시즈오카, 미에                                                                                         | 599.5만           |
| 호쿠리쿠 지사  | NTT 도모코 호쿠리쿠           | 도야마현, 이시카와현, 후쿠이현                                                                       | 도야마, 후쿠이                                                                                               | 129.1만           |
| 간사이 지사    | NTT 도모코 간사이             | 시가현, 교토부, 오사카부, 효고현, 나라현, 와카야마현                                                 | 시가, 교토, 고베, 히메지, 나라, 와카야마                                                                     | 907.4만           |
| 주고쿠 지사    | NTT 도모코 주고쿠             | 돗토리현, 시마네현, 오카야마현, 히로시마현, 야마구치현                                               | 돗토리, 시마네, 오카야마, 후쿠야마, 야마구치                                                                 | 334.0만           |
| 시코쿠 지사    | NTT 도모코 시코쿠             | 도쿠시마현, 가가와현, 에히메현, 고치현                                                               | 도쿠시마, 에히메, 고치                                                                                       | 193.3만           |
| 규슈 지사      | NTT 도모코 규슈               | 후쿠오카현, 사가현, 나가사키현, 구마모토현, 오이타현, 미야자키현, 가고시마현, 오키나와현             | 기타큐슈, 사가, 나가사키, 구마모토, 오이타, 미야자키, 가고시마, 오키나와                                     | 670.1만           |

## 같이 보기
- 일본의 휴대전화 문화